# 阿拉萨克
阿拉萨克（法語：Allassac，法語發音：[alasak]）是法国科雷兹省的一个市镇，位于该省西部，属于布里夫拉盖亚尔德区。

## 地理
阿拉萨克（45°15'30"N, 1°28'32"E）面积39.01 平方千米，位于法国新阿基坦大区科雷兹省，该省份为法国中南部省份，北起上维埃纳省和克勒兹省，西接多爾多涅省，南至洛特省，东临多姆山省和康塔爾省。
与阿拉萨克接壤的市镇（或旧市镇、城区）包括：栋兹纳克、埃斯蒂沃、奥布雅、萨德罗克、圣奥莱尔、圣博内朗方捷、圣维扬斯、瓦雷斯、武特扎克、伊桑东。
阿拉萨克的时区为UTC+01:00、UTC+02:00（夏令时）。

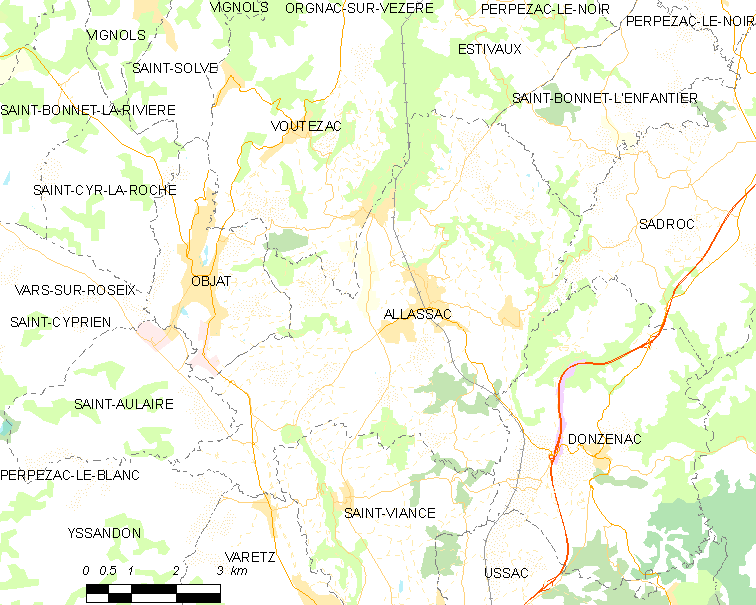
阿拉萨克的OSM定位图

## 行政
阿拉萨克的邮政编码为19240，INSEE市镇编码为19005。

## 政治
阿拉萨克所属的省级选区为阿拉萨克县。

## 交通
- 阿拉萨克站

## 人口

1962-2008年间阿拉萨克人口变化图示

阿拉萨克于2022年1月1日时的人口数量为4050人。